# Членова, Лариса Григорьевна
Лариса Григорьевна Членова (20 апреля 1927, Киев — 19 ноября 2002, там же) — советская и украинская искусствовед, музейный работник, заслуженный работник культуры Украины, кандидат искусствоведения. Член союза художников Украины. Заведующая отделом древнего искусства Национального художественного музея Украины, где проработала более 50 лет.

## Биография
Родилась 20 апреля 1927 года в Киеве. 
В 1950 году окончила Московский государственный университет имени М. В. Ломоносова. После окончания университета начала работать в Национальном художественном музее Украины, сначала — на должностях заведующей отделами советского и дореволюционного искусства. В 1971 году стала заведующей отделом древнего искусства.
Умерла в родном городе 19 ноября 2002 года.

## Научная деятельность
Лариса Членова — автор многочисленных статей и монографий по истории и развитию украинского искусства.
Была участником международных, советских и украинских научных конференций. Организатор многих выставок и музейных экспозиций, научных экспедиций по Украине. Читала лекции по истории украинского искусства в университете имени Тараса Шевченко, Институте повышения квалификации работников культуры, для переводчиков «Интуриста», студентов академии изобразительного искусства и архитектуры и др.

## Труды
- «Русско-украинские связи в изобразительном искусстве» (в соавт., 1956);
- «Українські художники передвижники» (1959);
- Каталоги выставок Ф. Г. Кричевского (1960, 1968);
- «Шевченко-художник» (в соавт., 1963);
- «Искусство Украинской ССР» (1964);
- «Иван Сидорович Ижакевич» (альбом, 1964);
- Каталог выставки Александра Мурашко (1966);
- «Фёдор Григорьевич Кричевский» (М.: Советский художник, 1969. — 172 с.);
- «Художественные музеи Киева» (совместно с Михаилом Факторовичем, изд-во «Искусство», 1977);
- «Олександр Мурашко» (Киев: изд-во «Мистецтво», 1980);
- Федір Кричевський. Альбом (Киев: изд-во «Мистецтво», 1980. — 140 с.);
- «Государственный музей украинского изобразительного искусства УССР» (сост., совместно с Ириной Гай, Ольгой Жбанковой, Людмилой Ковальской, изд-во «Мистецтво», 1981);
- «Museums of Kiev» (совм. с Ириной Веремеевой, Диной Колесниковой, Михаилом Факторовичем; изд-во «Радуга», 1984, на англ. языке);
- «Шедевры украинской иконописи» (юбилейный музейный альбом, 1989);
- Научные описания икон «Св. Георгій у житії», «Покрова»;
- «Український портрет XVI–XVIII століть» (каталог-альбом, в соавторстве).